# Neuilly-sur-Eure
Neuilly-sur-Eure is een plaats en voormalige gemeente in het Franse departement Orne in de regio Normandië en telt 501 inwoners (1999).De plaats maakt deel uit van het arrondissement Mortagne-au-Perche.

## Geschiedenis
Neuilly-sur-Eure is op 1 januari 2016 gefuseerd met de gemeenten La Lande-sur-Eure, Longny-au-Perche, Malétable, Marchainville, Monceaux-au-Perche, Moulicent, en Saint-Victor-de-Réno tot de gemeente Longny les Villages. 

## Geografie
De oppervlakte van Neuilly-sur-Eure bedraagt 21,3 km², de bevolkingsdichtheid is 23,5 inwoners per km².
De onderstaande kaart toont de ligging van Neuilly-sur-Eure met de belangrijkste infrastructuur en aangrenzende gemeenten.

## Demografie
Onderstaande figuur toont het verloop van het inwonertal (bron: INSEE-tellingen).
La Lande-sur-Eure · Longny-au-Perche · Malétable · Marchainville · Monceaux-au-Perche · Moulicent · Neuilly-sur-Eure · Saint-Victor-de-Réno